# 八坂神社 (練馬区大泉町)
八坂神社（やさかじんじゃ）は、東京都練馬区大泉町にある神社。境内神社として、稲荷神社、浅間神社、御嶽神社がある。八坂神社は五瓜紋のため瓜を嫌うという謂れがあり、食べた者は神罰を受けるという伝説が残っている。

## 祭神
主祭神は須佐之男命（スサノオ）。以下の3柱は境内神社にあり、総称して副祭神と呼ばれる。
- 稲蒼魂命 - （稲荷神社の神）[4]
- 木花開耶姫命 - （浅間神社の神）[4]
- 国常立命 - （御嶽神社の神）[4]

## 歴史
創立年代不明。文化・文政期に編まれた『新編武蔵国風土記稿』においても「社殿鎮座年歴不明」とある。また、同書では「天王社」と記されており、現在の社名である八坂神社に改められたのは明治初年である。

## 境内

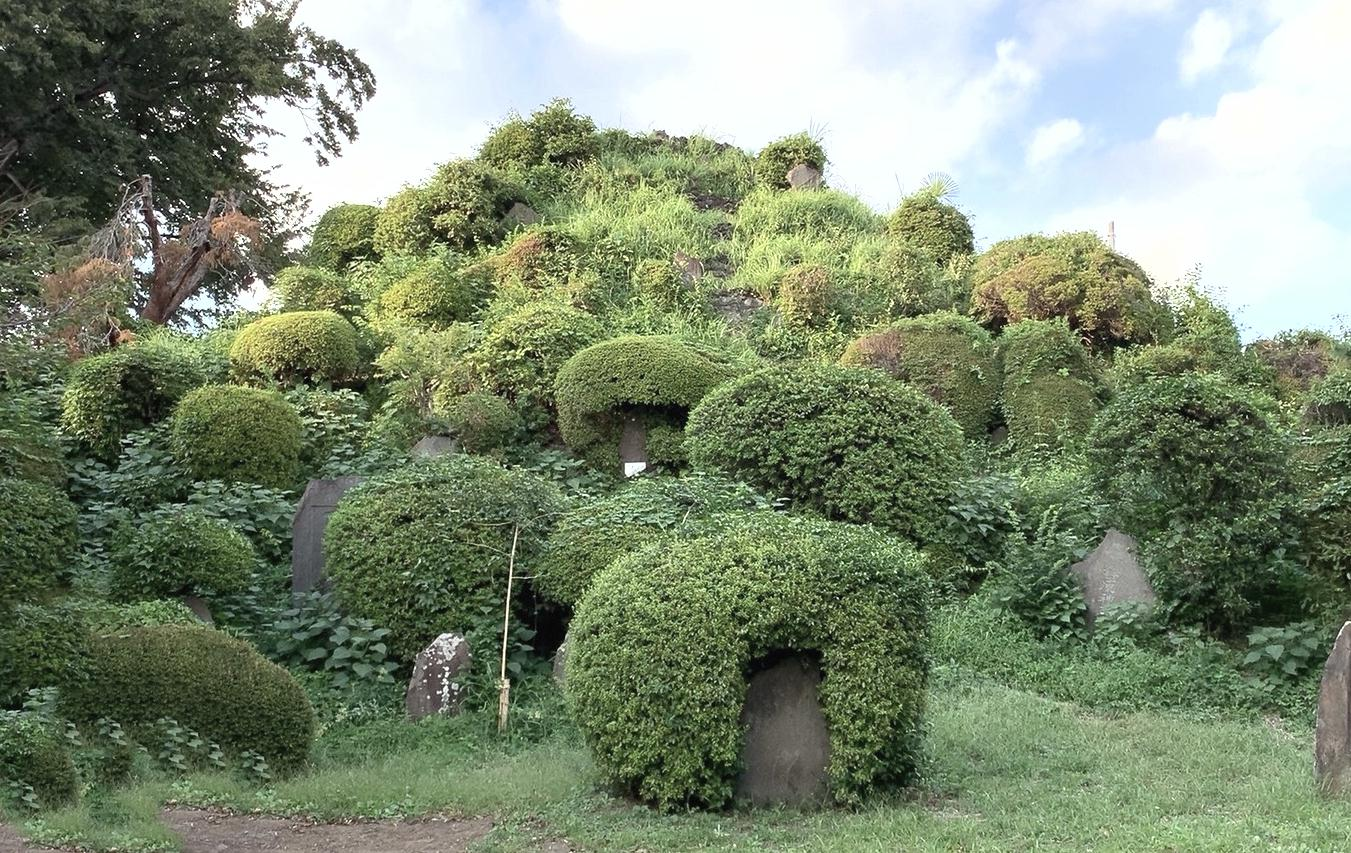
中里の富士塚

本殿に向かう石造りの鳥居をくぐると、参道両側は深い緑樹が続いていく。境内が一段と高くなった正面本殿の右手前に額堂がある。これは以前は左側にあったが、右側に移転された。正面は拝殿、その奥に神殿がある。社殿の右側に、「中里富士」と呼ばれる富士山に似せた大富士塚があり、これは江戸時代から昭和初期にかけて地域の富士講の人々によって築造された。富士塚内に1822年（文政5年）の石碑があることから、江戸時代に築造が開始されたものと思われ、明治初期の地元の丸吉講によって完成したと伝わっている。現代でも区内の富士講の人々によって伝統行事が受け継がれている。
絵馬堂には、参詣図などの絵馬が十数枚奉納されている。参詣図は江戸時代のもので、当時の景観が写実的に描かれている。

### 境内社
境内末社には、稲荷神社(祭神　稲蒼魂命)、浅間神社(祭神　木木花咲耶姫)、御嶽神社(祭神　国常立命)がある。
稲荷神社、浅間神社は本殿の左側、御嶽神社は左側にある。

## 年中行事
- 6月15日 - 例大祭[1]
- 7月 - 盆踊り[12]
- 8月 - 中里富士の山開き - 区では一番大きい塚となっている中里富士。区の有形民俗文化財に指定されている[13]。
- 江戸時代から「中里ばやし」が継承されている。大祭、正月に神前に奉納している[4][14]。

## 文化財

### 有形民俗文化財
- 中里の富士塚（なかざとのふじづか）

江戸時代から昭和初期にかけて盛んだった、富士山登拝者の集団である富士講が築いた富士塚の一つ。練馬区内でも比較的大きなもので、高さは南側基部から12メートル、径は30メートルある。明治初期に丸吉講により築かれたとされるが、文政5年（1822年）の石碑から江戸時代にはすでに存在したと考えられる。36基の石造物の中でも道祖神の碑は区内で唯一のものとされる。

### 社宝
- 絵馬（八岐大蛇退治、天保5年7月）
- 絵馬（富士登山記念、寛永7年6月）
- 絵馬（伊勢参宮図、中里白石藤五郎・村田増太郎による、寛永3年3月）[4][16]

## 交通アクセス
- 西武池袋線保谷駅南口よりみどりバスで「別荘橋」[17]バス停下車徒歩3分[15]
- 都営地下鉄大江戸線光が丘駅よりバス19分